# Buenaventura (Messico)
Buenaventura è una municipalità dello stato di Chihuahua, nel Messico settentrionale, il cui capoluogo è la località di San Buenaventura.
Conta 22.378 abitanti (2010) e ha una estensione di 7.886,63 km².
Il paese è dedicato a san Bonaventura da Bagnoregio.